# أنوند غوردسكه
أنوند غوردسكه (بالسويدية: Anund Gårdske آنوند غوردشكه)، أصبح ملكاً للسويد حوالي عام 1070 وذلك وفقاً لكتاب آدم البريمني Gesta Hammaburgensis ecclesiae pontificum (أفعال أساقفة هامبورغ). ووفقاً لهذا المصدر فإن أنوند جاء من روس الكييفية، يفترض من ستاريا لادوغا. اسم غوردشكه يعني الذي جاء من غارداريكي والتي كانت إحدى الأسماء الإسكندنافية لروس الكيفية. وكنصرانيّ فقد رفض أن يقدم القرابين لآلهة الشمال في معبد أوبسالا، وتبعاً لهذا فقد خُلع عن العرش في سنة 1070.
هنالك فرضية تقترح أن أنوند وإنغه الأكبر كانا نفس الشخص، بما أن عدة مصادر تذكر إنغه كنصراني متقد، وتصف ملحمة هارفار كيف نُبِذ إنغه لرفضه تدبير شؤون البلووت وأنه كان منفياً فستريوتلاند.